# Темнореченский
Темнореченский — хутор в Шпаковском муниципальном округе Ставропольского края России.

## Название
Наименование хутора связано с протекающей через него речкой Тёмной. Последняя названа так по Тёмному лесу на горе Стрижамент, где находится её исток.

## География
Темнореченский расположен в западной части Ставропольского края, вдоль федеральной автотрассы Р217 «Кавказ», в долине реки Тёмной.
Расстояние по прямой до краевого центра составляет 19 км, до центра муниципального округа — 31 км. Ближайшие населённые пункты: хутора Польский, Извещательный, Рынок.
По территории Темнореченского проходит автодорога «Подъезд к городу Ставрополю».

## История
Хутор встречается на двухкилометровой карте РККА 1941 года.
Во время Великой Отечественной войны с августа 1942 года Темнореченский находился в оккупации. Освобождён 20 января 1943 года.
По состоянию на 1 марта 1966 года хутор числился в составе Татарского сельсовета с административным центром в селе Татарке:27.
В 1980-х годах в Темнореченском размещалось третье отделение опытно-производственного хозяйства «Ставрополец». В то время хутор считался «неперспективным»: в нём было всего 8 домов и 28 жителей, отсутствовала развитая инфраструктура; населённый пункт располагался достаточно далеко от центральной усадьбы хозяйства.
В 1985 году по инициативе руководства опхоза, поддержанной Ставропольским крайкомом КПСС, в Темнореченском началось строительство жилого квартала с «малым соцкультбытом». В следующем году были введены в эксплуатацию несколько десятков новых одноквартирных жилых домов, обустроены скверы и детские площадки, появилось асфальтовое покрытие на проезжей части и тротуарах. Вдоль главной улицы хутора сформировался общественный центр, включающий детский сад, начальную школу и другие объекты социального назначения. «Сегодня Темнореченский — живописный посёлок, занимающий у подножия горы вместе с рукотворным озером всего одиннадцать гектаров, — писала в мае 1986 года газета „Сельская жизнь“. — Каждый из тридцати семи домов имеет своё лицо. В среднем на жителя здесь приходится четырнадцать с половиной квадратных метров площади».
В 1987 году население хутора, по некоторым данным, составляло уже около 160 человек. Местные жители трудились доярками, скотниками, механизаторами на близлежащем животноводческом комплексе. В Темнореченском также проживали сотрудники Ставропольского филиала Северо-Кавказского НИИ животноводства, в ведении которого тогда находился опхоз «Ставрополец».
После распада СССР были закрыты животноводческий комплекс, а также школа и детский сад в самом Темнореченском; многим хуторянам пришлось трудоустраиваться в городе Ставрополе или в селе Татарке и отправлять туда на учёбу своих детей.
В 1991 году в хуторе насчитывалось 68 дворов и 229 жителей.
В 1996—2020 годах Темнореченский входил в упразднённый Татарский сельсовет Шпаковского муниципального района.
23 мая 2011 года из-за сильных ливневых дождей, вызвавших подъём уровня воды в одном из окрестных водоёмов, в хуторе Темнореченском было подтоплено около десяти частных домов.
В 2021 году, по данным администрации округа, число жителей хутора составило 261 человек.

## Население
| 1989 | 2002 | 2010 | 2013 | 2014 |
| ---- | ---- | ---- | ---- | ---- |
| 222  | ↗288 | ↘247 | →247 | ↘200 |

Национальный состав
По данным переписи 2002 года, 60 % населения — русские.

## Застройка
Проект «опытного посёлка» Темнореченского разработан коллективом института «Ставропольагропроект» под руководством главного архитектора С. Д. Мошуровой. По информации журнала «Жилищное строительство», в застройке населённого пункта «были использованы проекты жилых зданий с общественными помещениями — трёхкомнатные жилые дома с детским садом на 12 мест, начальной школой на 32 учащихся, магазином на два продавца (…), с медпунктом (…), а также комплексный приёмный пункт с баней на 8 мест, АТС и котельной, клуб на 80 мест». Рядом с жилищами созданы приусадебные участки (площадью до 1200 м²) с хозяйственными постройками, выделены места для гаражей. Озеленением застройки занимались специалисты Ставропольского ботанического сада.

## Инфраструктура
Дом культуры, фельдшерско-акушерский пункт, магазины, СТО, автомойка, АЗС, стационарный пост ДПС.
Улично-дорожная сеть представлена тремя улицами — Лесной, Невинномысской и Центральной. Восточнее улицы Невинномысской находится общественное закрытое кладбище площадью 1624 м².
Водоснабжение населения Темнореченского обеспечивается из родниковых источников. В декабре 2012 года к хутору подведён межпоселковый газопровод.

## Археология
Между хуторами Темнореченским и Извещательным, на краю второй террасы южного берега реки Тёмной (южный берег балки Рассыпной), расположен курганный могильник «Извещательный-2» (эпоха бронзы — средневековье). Могильник представляет научную, историческую и культурную ценность, является объектом археологического наследия.